# Strategia del terrore
Strategia del terrore (Dirty War) è un film per la televisione drammatico del 2004 su un attacco terroristico radioattivo nel centro di Londra. Diretto da Daniel Percival, è stato realizzato dalla BBC con lo scopo di informare la popolazione su quali azioni intraprendere in caso di attacco terroristico realizzato tramite bombe sporche.

## Trama
Il prologo è una citazione del giugno 2003 di Eliza Manningham-Buller, direttore generale dell'agenzia per la sicurezza interna MI5 della Gran Bretagna: "È solo una questione di tempo, prima che un rozzo attacco chimico, biologico o radioattivo, sia lanciato verso una grande città occidentale".

Sotto questo monito, il film segue le storie di un pompiere, due officiali anti-terrorismo, un ministro inglese e dei terroristi prima e dopo l'attacco. La vita dei terroristi viene infatti esaminata, rivelando che non sono semplici sbandati, ma cittadini britannici di fede mussulmana con un lavoro ed una famiglia e che rispondono alla chiamata del jihād con l'obiettivo che di punire gli occidentali per gli interventi armati in Afghanistan ed Iraq. Tali soggetti acquistano ad Istanbul del materiale radioattivo per creare una bomba sporca ed i componenti raggiungono l'Inghilterra attraverso Deptford, zona sud-est di Londra sul Tamigi.
Da tempo l'intelligence britannica prevede grandi attacchi terroristici, ha identificato alcune cellule terroristiche, ma non le loro relazioni e i loro obiettivi. Queste informazioni arrivano a Nicola Painswick, ministro per la città di Londra che si trova nella condizione di non saper come informare la popolazione. Decide di farlo in una conferenza stampa ostentando sicurezza nei mezzi dell'intelligence e nella capacità di reazione delle squadre d'emergenza. Il ministro viene però rimproverato da un ufficiale dei pompiere di stanza a Londra, che sottolinea la carenza di mezzi e le problematiche degli equipaggiamenti per fronteggiare un attacco chimico o radioattivo.
Una svolta avviene con una segnalazione di una negoziante pakistana, che riferisce di aver visto dei connazionali caricare di notte su un furgone degli strani contenitori. L'ispettore di polizia di origine e fede mussulmana Sameena Habibullah decide quindi di mettere sotto sorveglianza i sospetti. Sameena fa parte di una squadra di Scotland Yard che ha il compito di individuare eventuali cellule terroristiche, ma in breve tempo scoprono di essere in ritardo. La notizia che un carico radioattivo ha raggiunto Londra qualche settimana prima arriva in ritardo e viene deciso di intervenire sui presunti terroristi. Poco dopo l'irruzione, due terroristi si fanno detonare assieme alla bomba presso la stazione di Liverpool Street, nel centro di Londra.
Poco dopo lo scoppio si scopre che si tratta di una bomba radioattiva e viene creato un perimetro nel centro della città facendo intervenire le squadre di decontaminazione per fornire una prima assistenza e per evitare di allargare la contaminazione. Mentre il ministro della città si accorge di non poter offrire supporto nella zona colpita, la polizia londinese riesce a bloccare un secondo attacco radioattivo suicida, grazie alle informazioni recuperate da Sameena nella casa di uno dei terroristi. 
Il film si conclude con i pensieri di uno dei protagonisti, che guarda il centro di Londra mesi dopo, transennato ed destinato ad essere abbandonato per molti anni a causa dell'inquinamento radioattivo.

## Produzione
Nonostante la breve durata, il film presenta un accurato ritratto di un potenziale attacco radioattivo, le indagini dell'intelligence e le conseguenti risposte all'emergenza. Per la sua realizzazione sono stati consultati esperti nei campi del contro-terrorismo e servizi d'emergenza.
Vengono infatti descritti il lavoro d'intelligence e le difficili decisioni da adottare in una situazione simile: a seguito dell'attacco radioattivo, tutti i mezzi di soccorso vengono bloccati in attesa della formazione di un perimetro e dall'arrivo delle squadre di decontaminazione che un poco alla volta evacueranno i feriti, ma tutto ciò nel film muta a seguito dello spostamento della nube radioattiva.
Viene spiegato che le persone contaminate devono essere decontaminate prima di lasciare la zona dell'incidente per evitare di contaminare ulteriori persone o peggio interi edifici quali ospedali. Vengono inoltre presentate istruzioni alla popolazione, per le vittime dell'attacco viene ordinato di attendere la decontaminazione dando la precedenza a donne e bambini. Viene consigliato di non toccarsi gli occhi e la bocca, viene consigliato di tamponare ogni ferita e di evitare di fumare, mangiare o bere. Per tutti gli altri invece viene ordinato di restare chiusi negli edifici aspettando nuovi comunicati della polizia attraverso i mass media ed in generale di mantenere la calma, poiché in breve tempo verranno attivate tutte le operazioni di soccorso e risposta all'emergenza.
Il film si colloca cronologicamente dopo gli attentati di Madrid dell'11 marzo 2004 e si inserisce nel periodo di guerra al terrorismo a seguito degli attacchi dell'11 settembre 2001 a New York. Nove mesi dopo la messa in onda del presente film sul canale BBC One, un attacco terroristico con uso di bombe colpì la città di Londra il 7 luglio 2005.